# Jealous Gods
Jealous Gods è il sesto album in studio del gruppo musicale finlandese Poets of the Fall, pubblicato nel 2014.

## Tracce
1. Daze – 5:26
2. Jealous Gods – 4:37
3. Rumors – 5:00
4. Brighter Than the Sun – 4:17
5. Love Will Come to You – 4:18
6. Rogue – 4:26
7. Rebirth – 4:18
8. Hounds to Hamartia – 5:06
9. Clear Blue Sky – 3:27
10. Choice Millionaire – 4:50
11. Nothing Stays the Same – 4:35